# Telosentis molini
Telosentis molini är en hakmaskart som beskrevs av Van Cleave 1923. Telosentis molini ingår i släktet Telosentis och familjen Illiosentidae. Inga underarter finns listade i Catalogue of Life.